# Pierre Dandoy
Pour les articles homonymes, voir Dandoy.
Pierre Dandoy, né le 27 janvier 1922 à Namur où il est mort le 17 février 2003, est un photographe humaniste belge.

## Biographie
Pierre Dandoy naît le 27 janvier 1922 à Bomel, quartier populaire de Namur. Il est fils aîné d'Ida Laverdure et d'Albert Dandoy (1885-1977), peintre et professeur à l'Académie des Beaux-Arts de Namur. C'est au contact de cette figure paternelle qu'il prend goût aux arts visuels en l'accompagnant lors de ses balades « peinture » durant lesquelles il observe chacun des gestes de son aîné. Un intérêt qui persuade Albert  de l'inscrire en 1937 à son école de la rue du Lombard où il dispense ses cours de peinture. C'est dans cet établissement où, pendant cinq ans, le Namurois y développe sa fibre artistique par l'accès à diverses techniques telles que le maniement des couleurs ou encore le dessin d'après des modèles en plâtre. Parmi ses enseignants, il y côtoie son propre père qui l'initie au paysage. En parallèle, il se forme à la photographie grâce à son oncle Louis Laverdure, lui-même photographe amateur.
Après une enfance marquée par ses premiers pas artistiques et le décès, à l'âge de sept ans, de son frère cadet, le jeune Albert, débute la Seconde Guerre mondiale. Dès 1940, faute de diplôme, il décide de rejoindre l'armée belge qui l'envoie dans les Ardennes et le Canal Albert, mais aussi à Oujda dans les environs de l'Atlas et du Sahara. Ce dernier séjour en territoire nord-africain est synonyme pour lui de découvertes et suscite son goût pour les voyages. À la fin du mois d'août, il rejoint la France afin de se faire rapatrier par François Bovesse, gouverneur de Namur, chargé du rapatriement des Belges au pays.

Gravure, 1943 (Collection famille Dandoy).

De retour à Namur, Pierre poursuit ses études aux Beaux-Arts qu'il termine en 1942. La même année, grâce à l'une de ses enseignantes, Yvonne Gérard, il se rend à Paris pour y rencontrer le peintre Pablo Picasso qui accepte de le recevoir dans son atelier des Grands Augustins. Après cette rencontre, il reste encore deux mois dans la capitale française où il déniche un travail de projectionniste aux studios de cinéma Chaumont. Une opportunité qui lui donne l’occasion de se familiariser avec la technique de la prise de vue. L'année suivante, il alterne tant gravure que peinture et se découvre une passion pour les portraits qui lui sont sources de recherches graphiques.
En 1944, il s'engage comme volontaire en Allemagne et obtient un transfert dans le 10e bataillon des fusiliers avant d'être démobilisé à Bourg-Léopold. Lorsqu'il rejoint la Belgique, il décroche peu après un emploi comme dessinateur de vitraux dans l'entreprise du maître verrier Ignace Van De Capelle. L'occasion pour lui de réparer les vitraux des églises détruites lors des bombardements. Cette activité lui vaut d'être ensuite engagé à l'essai par Georges Lambeau, directeur de l'Académie des Beaux-Arts de Namur, pour y enseigner la céramique et le vitrail. Jusqu'en 1950, il perpétue la tradition professorale des Dandoy au cours tout en suivant les cours de Pierre Caille à l'école supérieure des Arts décoratifs de la Cambre.

Les Bohémiens, 1952 (Collection famille Dandoy).

En 1951, il s'engage, muni de son premier appareil photo, un Leica, comme volontaire pour rejoindre Fusan en pleine guerre de Corée. Durant le périple, il est recruté au sein du Service Informations de l’État Major du général Soul qu'il photographie en pleine conversation avec le général Mac Arthur. Ce voyage est l'occasion pour lui de pratiquer la photographie de guerre. Peu après, il accepte un poste de photographe au service cinématographique de l'armée à Bruxelles dans lequel il approfondit ses connaissances dans les diverses techniques de prises de vues. Sa passion pour l'image est telle, qu'il se procure les meilleurs appareils de l'époque : Rolleiflex, Hasselbald, Nikon ou encore Nikkormat. Au cours de cette décennie, il réalise aussi Les Bohémiens, une série de portraits consacrée aux gens du voyage à Woluwe-Saint-Lambert.
À l'armée, à la suite de sa nomination de Sergent spécialiste en 1955, il accompagne un chercheur de l'Institut des Sciences Naturelles lors d'une expédition dans la région congolaise de Banana. Durant ce voyage de six mois, il photographie la faune ainsi que la flore de l'embouchure du fleuve congolais. Cette mission en territoire d'Afrique centrale lui donnera aussi le privilège de côtoyer le Roi Baudouin, présent durant ce périple.
Le 1er août 1959, il démissionne de l'armée avant d'être engagé comme reporter photographe au quotidien « La Meuse Namur ». Pour son équivalent de poche, il scrute chaque recoin de la province afin d'y exposer l'histoire et l'activité économique de la localité. Par la suite, sur l'invitation de Gustave Maison, directeur du journal, il rejoint en 1968  la Société Belge de Publicité et de Distribution de Bruxelles. Au cours de cette année, un de ses clichés est retenu pour une campagne publicitaire nationale des cigarettes Saint-Michel. Parue dans la presse belge, la photographie y présente le célèbre paquet vert monté au septième ciel depuis la citadelle de Namur où apparaissait un feu d'artifice.
En 1973, une première exposition lui est consacrée à la Galerie Rops autour de la série « Isabelle ». Cette série de clichés, mettant en scène sa compagne et modèle Isabelle Pajot, suscite de nombreuses visites ainsi que des critiques élogieuses. Dix ans plus tard, l'exposition se poursuivra dans la galerie Rez-de-chaussée 28, sise Rue Fumal à Namur. En cours de route, le Crédit Communal lui consacre également une exposition  autour de ses clichés des Églises de Namur et de la région de Dinant.
Dès 1976, il est atteint d'une hépatite virale, contractée lors d'un voyage photo en Inde, qui le cloue à son domicile pendant plusieurs mois. Pour se distraire durant cette période de convalescence, il reprend le pastel et expérimente des collages avec un sens manifeste du rythme et de la composition.
En 1985, reconnu comme l'une des mémoires de la ville de Namur, le photographe est décoré de la Gaillarde d'argent par le C. C. W. Un prix remis 24 ans plus tôt, à feu son père, Albert, pour l'ensemble de son œuvre picturale. Cette distinction ne sera pas la seule puisqu'il sera présenté ensuite comme « doyen de la photographie namuroise » au roi Albert II lors d'une de ses visites dans la capitale wallonne.
Fin des années 1980, lors d'une présentation à la presse d'une jeune compagnie de danse, Archipel Sud, Pierre Dandoy y fait la connaissance d'une jeune danseuse italienne, Daniela Luca. De cette rencontre, il lui consacrera en 1993, avec la collaboration de Julos Beaucarne pour le texte, un recueil de photos intitulé sobrement « Daniela », publié aux éditions Magermans S.A. Andenne.
Du 28 avril au 27 mai 1990, le répertoire de Pierre est à l'honneur au cours d'une exposition qui a lieu à la Maison de la Culture de la Province de Namur (actuel Delta). De cet événement, qui retrace les 40 ans d'activité du photographe, se décline aussi un recueil « Pierre Dandoy photographie 1950-1990 » publié également chez Magermans.

Les Fêtes de Wallonie (Collection famille Dandoy).

En 2000, il s'associe à l'historien Jacques Vandenbroucke pour publier un ouvrage intitulé « 40 ans de Fêtes de Wallonie à Namur (1960-2000) ». Un recueil qui sélectionne les meilleurs clichés pris par l'artiste depuis 1959 pour le journal « La Meuse-Namur ». Chacune de ses photographies y témoigne de l'ambiance douce, turbulente et naïve de cette fête annuelle. Pendant 40 ans, le photographe a en effet côtoyé de près les différents acteurs directs de ces festivités jusqu'à parfois obtenir leurs réactions et confidences.
Pierre Dandoy s'éteint à Namur le  17 février 2003 en laissant derrière lui un vaste répertoire photographique qui témoigne de la beauté de sa ville et des mérites de ceux qui l'ont animée. L'ensemble de son œuvre est désormais conservé aux Archives de l'État à Namur.

### Hommage

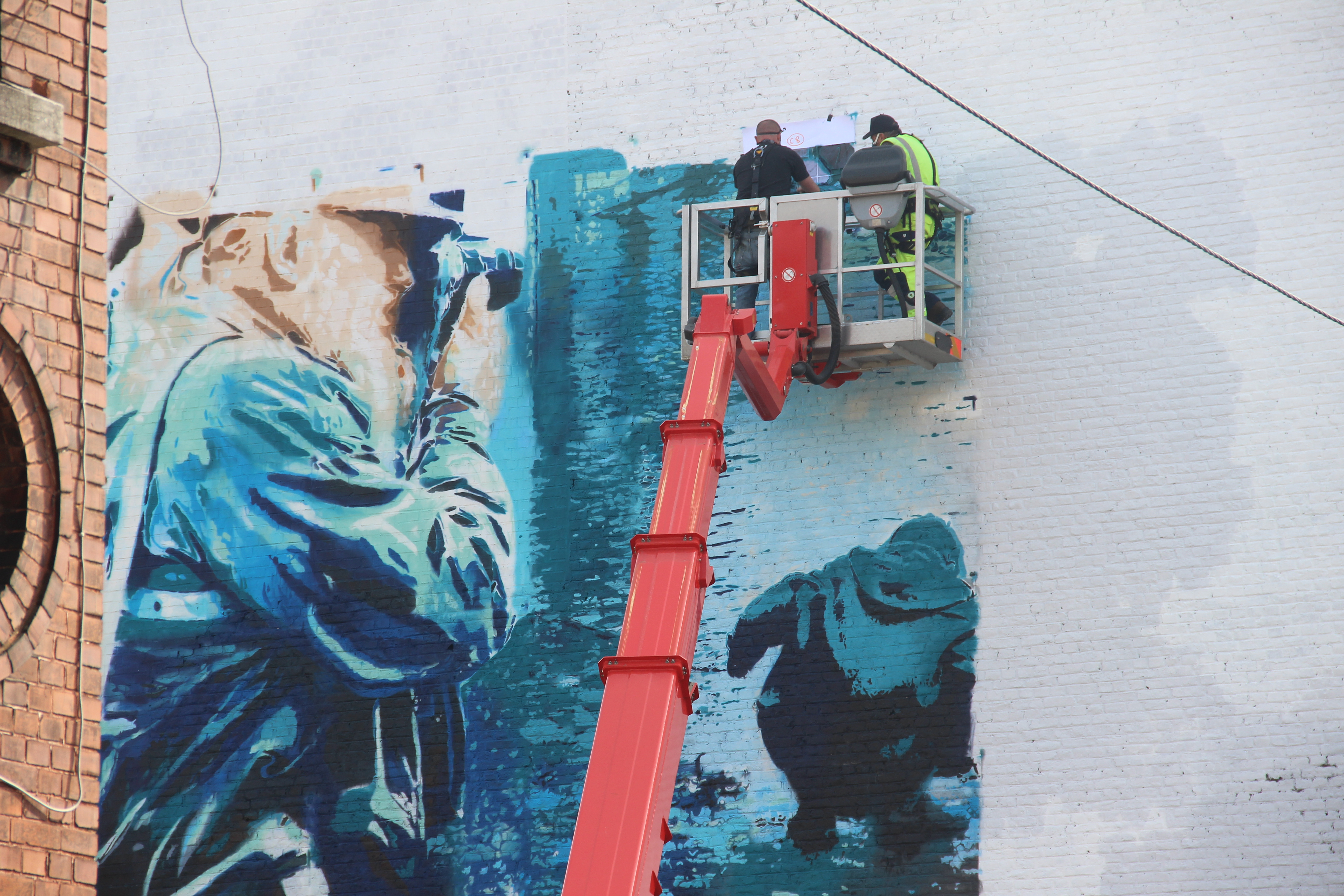
Réalisation de la fresque rue Henri Lemaître par l'artiste Samuel Idmtal.

Pour commémorer le centième anniversaire de la naissance du photographe, la Ville de Namur lui dédia une fresque, située sur le pignon d'un immeuble de la rue Henri Lemaître à Salzinnes. Une peinture murale, inaugurée le 1er juin 2022, qui fut réalisée du haut d'un élévateur par l'artiste pochoiriste Samuel Idmtal. Sur cette composition, le Bruxellois avait opté pour intégrer le portrait de Pierre Dandoy sur le décor d'une de ses propres photographies, où on peut apercevoir deux enfants sur le quai de Sambre. De quoi obtenir une mise en abyme entre le cliché original en noir et blanc et son auteur.

### Vie privée
En 1943, Pierre Dandoy se marie une première fois avec Jeanne Salentiny (1924-2018), artiste peintre et ancienne élève de son père. De cette union, viendront au monde quatre enfants : Bernard, Françoise, décédée accidentellement à l'âge de 20 ans, David, décédé en 1991, et Catherine Dandoy.
En secondes noces, il épouse Paulette Lagrange qui lui donne une fille, Sophie Dandoy, avant d'entamer, dix ans plus tard, une relation avec Isabelle Pajot, sa muse et modèle, à laquelle il consacre une exposition intitulée « 10 ans de photographie ». De cette complicité naîtra Jeanne Dandoy, actrice, metteur en scène, réalisatrice et écrivaine.

Autoportrait (Collection famille Dandoy).

## Expositions
- 1967 : Cinq portraits d'artistes, Maison de la Culture de la Province de Namur
- 1973 : 10 ans de photographie : Isabelle, galerie Rops, Namur
- 1979 : Exposition de pastels à la « Triennale des artistes de la province de Namur », Hôtel de Ville de Bruxelles.
- 1980 : Mon père en 100 photos, Maison de la Culture de la Province de Namur
- 1983 : 10 ans de photographie : Isabelle, ASBL Rez de chaussée 28. Rue Fumal, 28. Namur
- 1988 : Rétrospective des fêtes de Wallonie, Maison de la Culture de la Province de Namur
- 1990 : Pierre Dandoy photographie 1950-1990, Maison de la Culture de la Province de Namur